# Миријан III
Мириан III (груз. მირიან), био је краљ Иберије (или Картлија, данашње источне Грузије), родоначелник грузијске краљевске лозе Хосроида.
Према грузијским раним средњовековним летописима и житијама, Миријан је био први хришћански краљ Иберије. Хришћантво је примио захваљујући проповедању Свете Нине, кападокијске мисионарке. Приписује му се прихватање хришћанства као државне вере у његовом краљевству, а Грузијска православна црква њега и његову супругу краљицу Нану од Иберије слави као светитеље и равноапостолне.
Традиционална хронологија кнеза Вахуштија Миријанову владавину — која је трајала 77 година — смешта у период од 268—345, док професор Кирил Томаноф сматра да је владао у периоду 284—361. Био је савременик римског цара Константина I Великог (306—337) и римског повесничара Амијана Марцелина те се такође наводи и у јерменским летописима.